# However (sencillo de Glay)
«HOWEVER» es el 12º sencillo de la banda japonesa GLAY. Fue lanzado el 6 de agosto de 1997.

## Canciones
1. HOWEVER
2. I'm yours
3. HOWEVER (instrumental)